# Ånsjöagen
Ånsjöagen är en sjö i Hällefors kommun i Västmanland och ingår i Norrströms huvudavrinningsområde. Sjön har en area på 0,178 kvadratkilometer och ligger 144 meter över havet. Den ligger nedanför Stora Ånsjön och i anslutning till Lilla Grängen. Vid sjön ligger stationssamhället Grängen, Hällefors kommun.

## Delavrinningsområde
Ånsjöagen ingår i det delavrinningsområde (662345-144704) som SMHI kallar för Utloppet av Lilla Grängen. Medelhöjden är 219 meter över havet och ytan är 38,56 kvadratkilometer. Räknas de 8 avrinningsområdena uppströms in blir den ackumulerade arean 239,33 kvadratkilometer. Dyltaån (Bornsälven) som avvattnar avrinningsområdet har biflödesordning 3, vilket innebär att vattnet flödar genom totalt 3 vattendrag innan det når havet efter 252 kilometer. Avrinningsområdet består mestadels av skog (77 procent). Avrinningsområdet har 3,4 kvadratkilometer vattenytor vilket ger det en sjöprocent på 8,8 procent.